# Масив Снєжніка

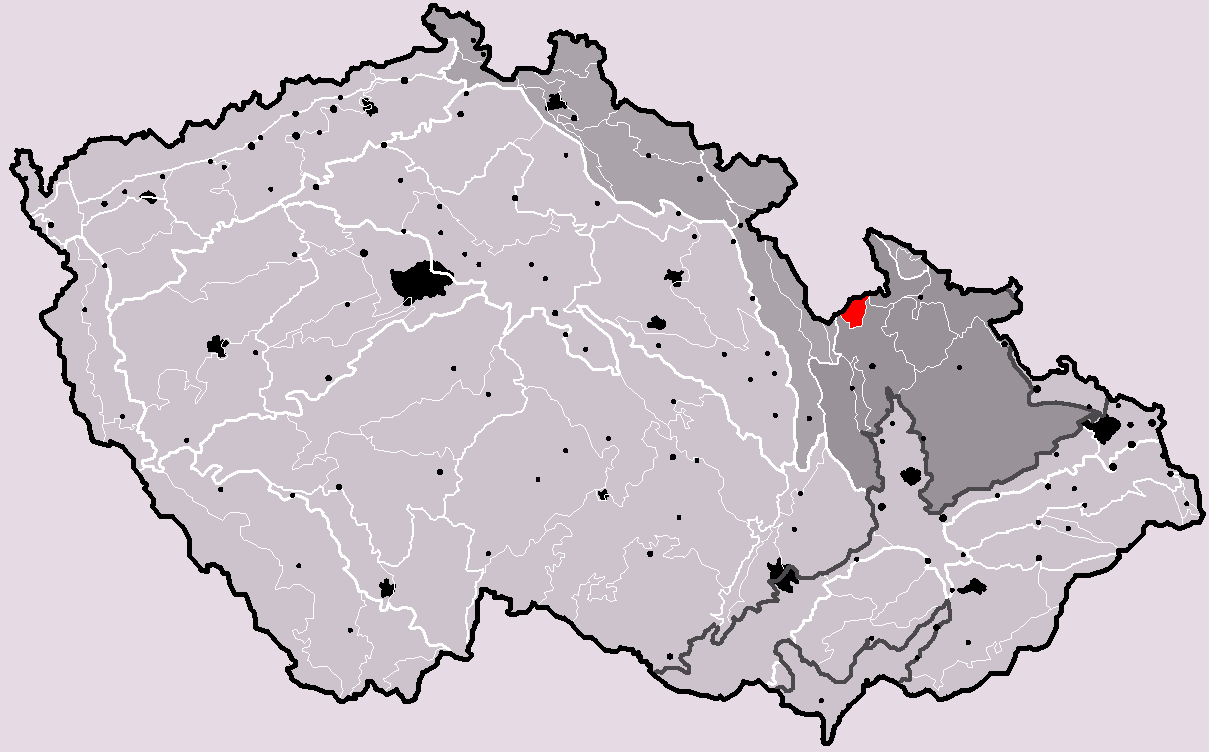
Чеський обшар гірського масиву Снєжніка

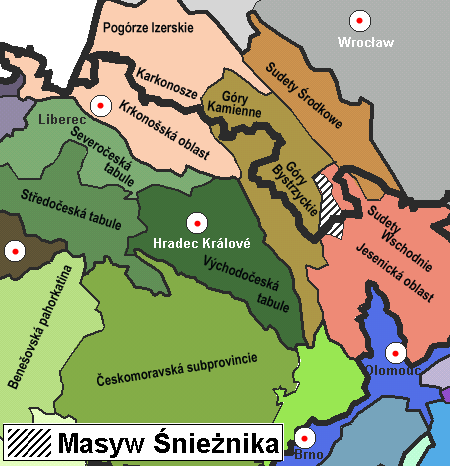
Розташування гірського масиву Снєжніка

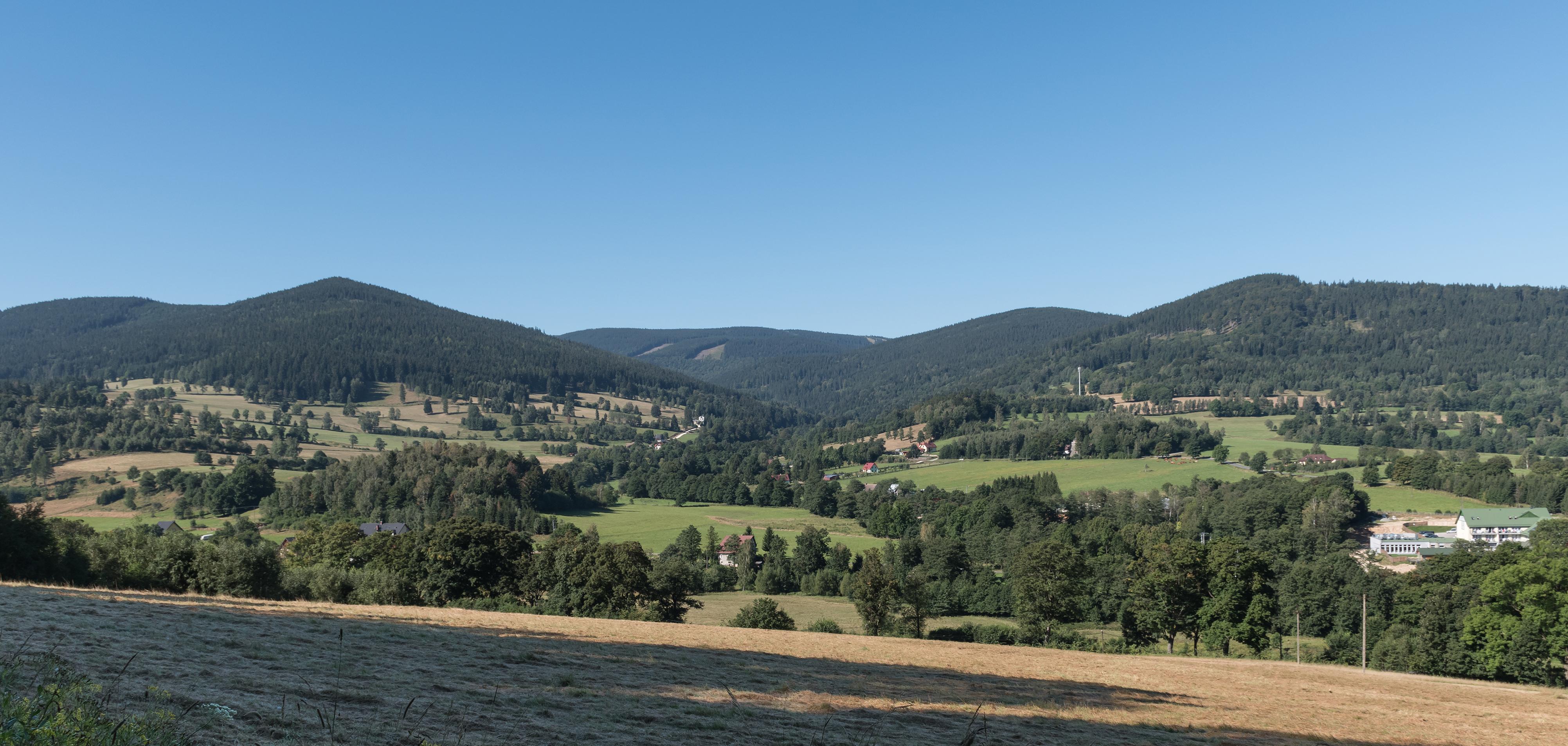
Масив Снєжніка з пн.-сх

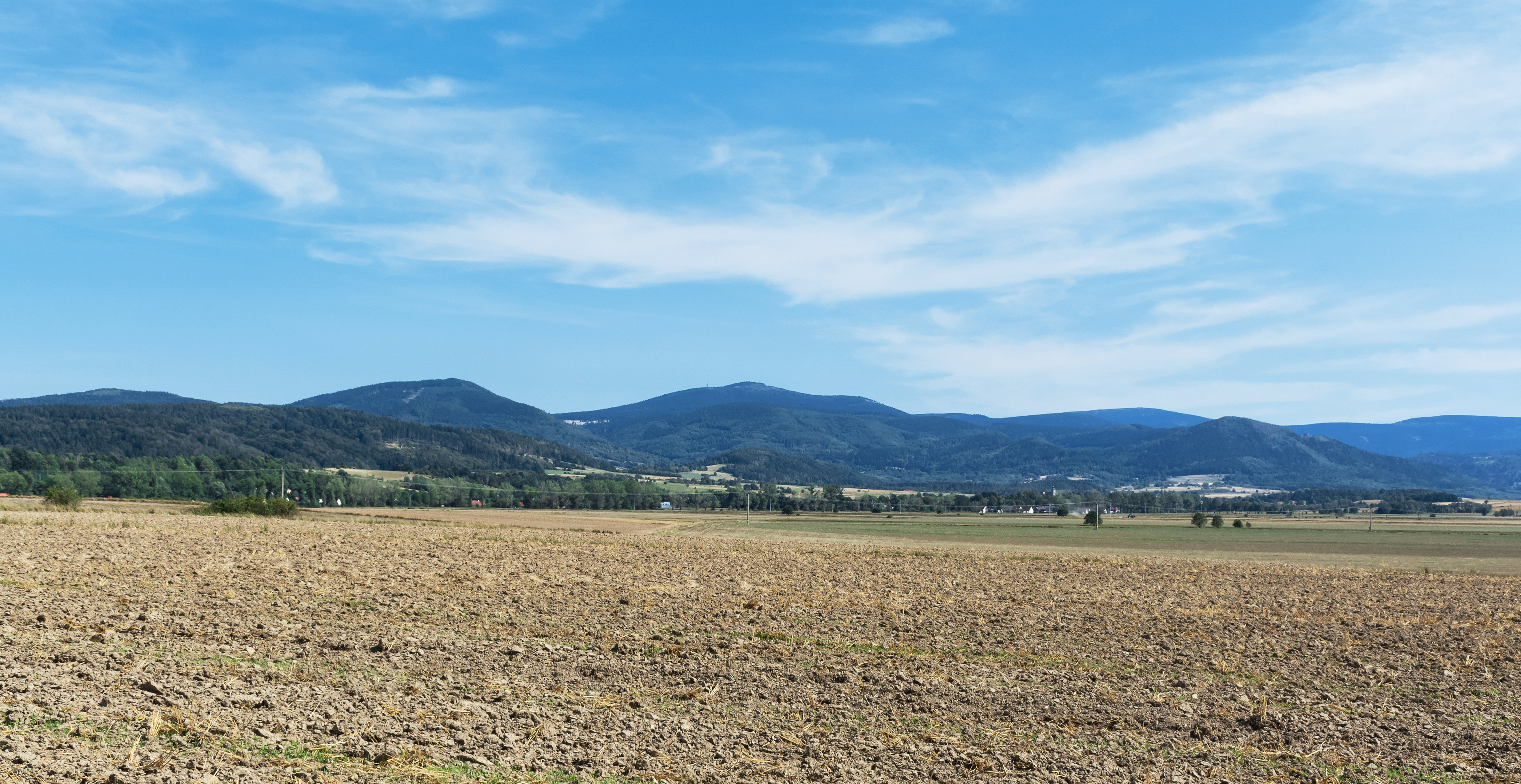
Масив Снєжніка з пн.-зх

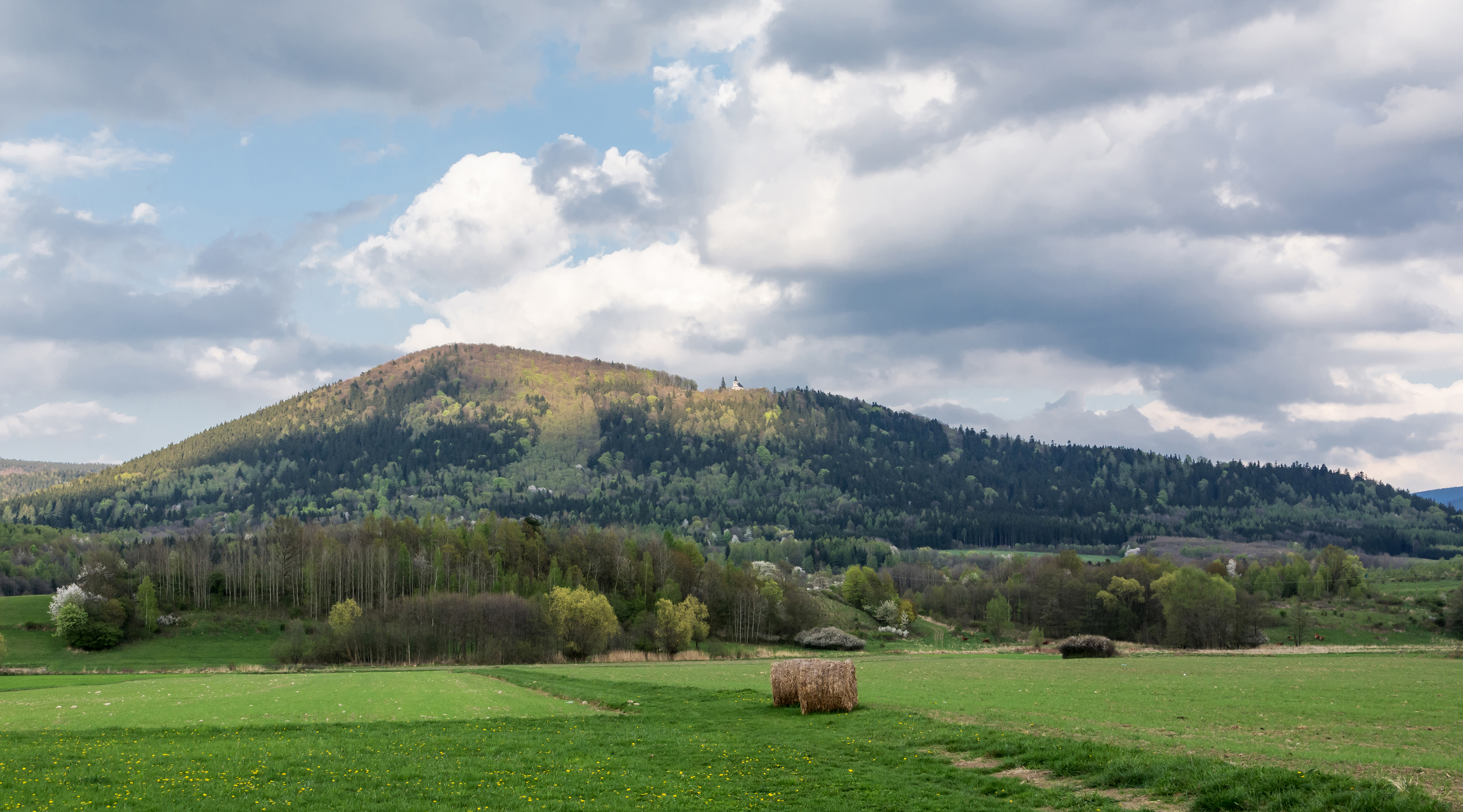
Іглічна в масиві Снєжніка

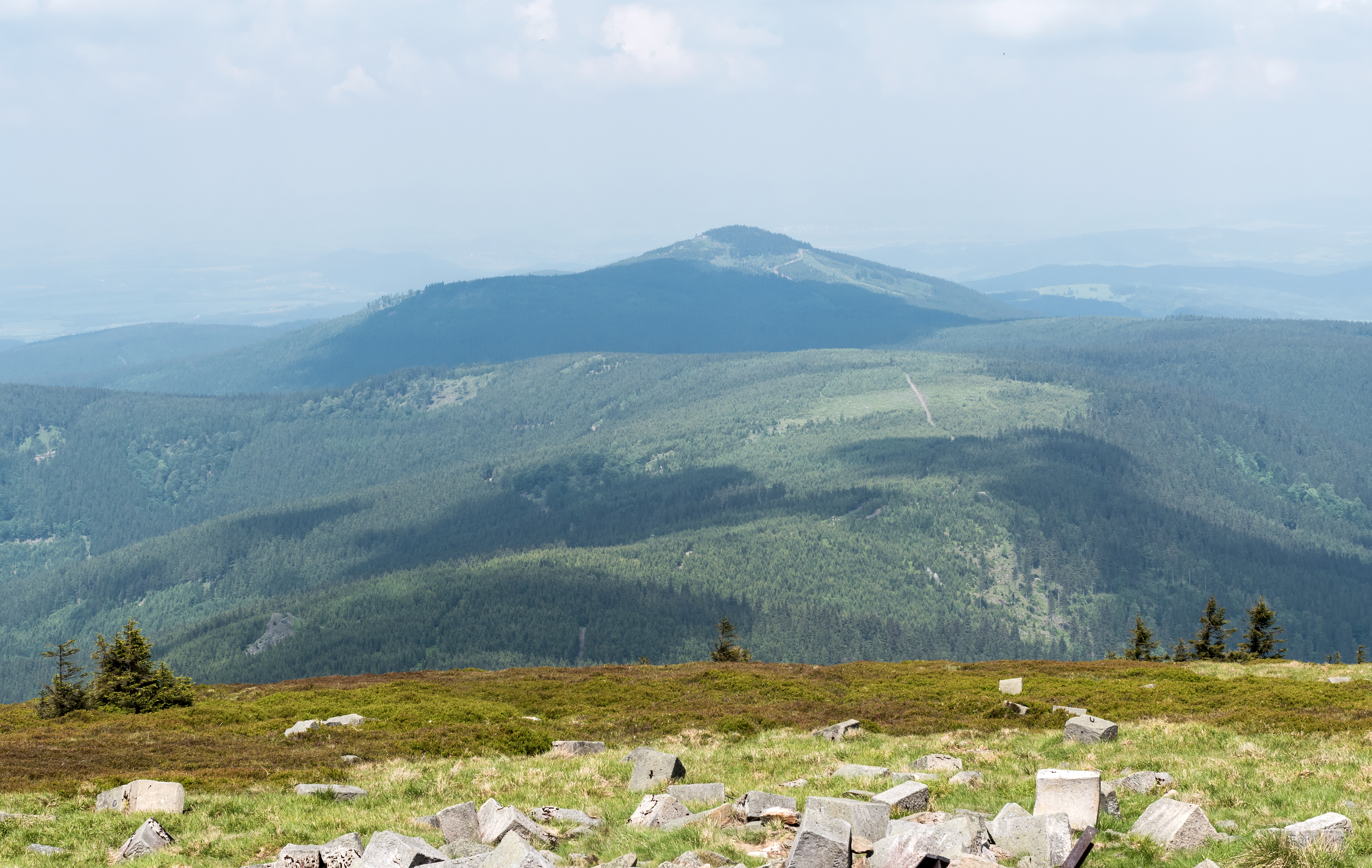
Жмійовець в гірському масиві Снєжніка

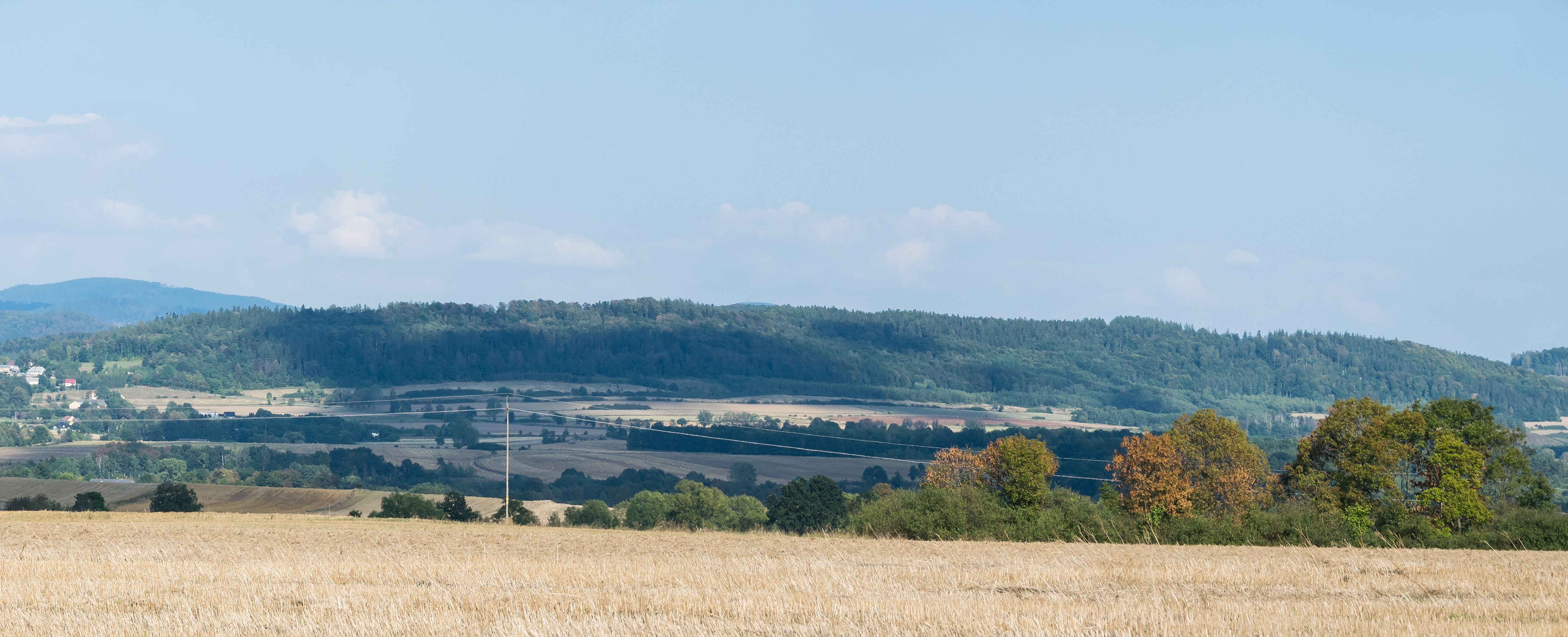
Кров’яркі в масиві Снєжніка

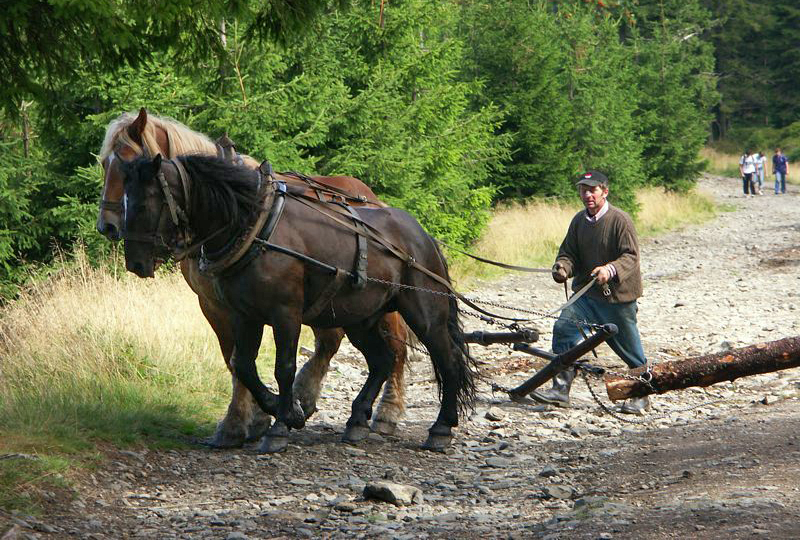
Трелювання лісу кіньми в масиві Снєжніка

Масив Снєжніка (пол. Masyw Śnieżnika, незабаром після 1945 р. пол. Góry Śnieżne, чеськ. Králický Sněžník, нім. Glatzer Schneegebirge) — найвищий гірський масив у польській частині Східних Судетів, розташований по обидва боки польсько-чеського кордону, на південний схід від Клодзько.

## Положення
Із заходу гірський масив обмежений рвом Верхньої Ниси та Мендзилеським перевалом від Бистрицьких гір, а отже, від усіх Центральних Судетів. На півночі кордоном Снєжницького масиву в точному сенсі є перевал Пухачувка та долини річок Бялої Води та Сєнної Води, тоді як на півдні він переходить у передгір'я Високого Єсеніка. На сході через перевал Площина межує з Бяльськими горами (чеськ. Rychlebské hory). Більша частина площі гірського масиву належить Польщі (Клодзкий повіт, Нижньосілєзське воєводство) — близько 200 км² знаходиться в межах країни — решта частини (76 км²) знаходиться в Чехії.
Відповідно до фізико-географічного районування (за Кондрацьким і Вальчаком), мезорегіон масиву Снєжніка також включає гори Кров'яркі, потім північний кордон — долина Бяла-Лендецька від Строни-Шльонські, через Льондек-Здруй, Радохув, Тшебешовиці, Олджиховиці-Клодзькі, Желазно до Кросновиці.

## Місцевість
Масив має форму розлогого перехрестя з меридіональним прольотом близько 20 км і широтним — близько 30 км. Його ключовим каменем є розташований у центрі Снєжнік (1425 м над рівнем моря), від якого відходять шість широких, сплощених рукавів, розділених чітко окресленими глибокими ерозійними долинами:
- найрозгалуженіший, разом із Кров'ярками, найдовший північно-західний хребет Чарної Ґури [4], що переходить у Кров'яркі аж до передмістя Клодзько; від Жмійовця на захід йде короткий хребет зі Смрековцем, який закінчується в центрі Мендзигожа, а на північний схід — бічний хребет з Рудкою, Яновцем і Кшижніком, що досягає Строне Шльонське; від Яворової Копи йде гряда, що закінчується Іглічна на заході, а від Чарна Гура також на заході гребінь з Пжедньою і Тжема Копками,
- найкоротший західний рукав Шредняка (1210 м н.р.м.)),
- найвищий, південно-західний прикордонний хребет з Малим Снєжніком і Тройморським Верхом, також розгалужений, з бічними хребтами, що йдуть від Говорка та Пухача,
- південний хребет Сушини і Подбелкі, повністю розташований у Чехії,
- східний прикордонний хребет з Риковисько, що спускається до перевалу Площина,
- північний рукав гори Строма (1166 м н.р.м.)[4] та Млинська.

Хребти мають звивисті лінії хребта та сильно диференційовані висоти та бічні відгалуження. Більшість із них мають круті схили, особливо ті, що спускаються до жолоба Верхньої Ниси. Скелі досить численні, а скельні блоки дуже численні. На деяких вершинах є кам'яні річки.

## Геологічна будова
Він охоплює південно-західну частину метаморфічних Льондека та Снєжніка. Здебільшого складається з гнейсів (гнейси Снєвіце та Гнейси Гіралтува) та слюдяних сланців строньської серії. У Кров'ярках і в околицях Клетно є метаморфізовані карбонатні породи — лінзи кальцитових і доломітових мармурів. У кар'єрі Клетно III, розташованому в одному з них, у 1966 році була відкрита найбільша в Судетах печера — Ведмежа печера, яка є суворим заповідником. Серед слюдяних сланців зустрічаються також вставки слюдяних сланців з гранатами, графітовими сланцями, кварцитами, амфіболітами і амфіболітовими сланцями та ін., а гнейси — еклогітами.

## Води
Територія гірського масиву Снєжнік належить до водозбірних басейнів трьох морів: Балтійського, Північного та Чорного. Північну та західну частини дренує Ниса-Клодзка разом зі своїми притоками, що впадають у річку Одер. Південно-східна частина — найбільша річка Моравії — Морава з її притоками, що впадають у Дунай. Найменша, південно-західна частина дренується Ліпковським потоком, притокою Тихої Орлиці (чеськ. Tichá Orlice), впадає в Ельбу. Ці три річки беруть свій початок у Тройморському Верху, єдиному місці в Польщі, де сходяться водозбірні басейни трьох морів. На річці Вільчка в Мендзиґужі знаходиться один із найвищих водоспадів у Судетах — водоспад Вільчки висотою 22 м. Карстові явища розвивалися на територіях, складених вапняковими породами — суходолами, понорами, джерелами.

## Природа
Рослинний і тваринний світ Снєжніка найбагатший у всіх Судетах, адже тут проходять межі ареалів багатьох видів — судетських, карпатських, альпійських і навіть середземноморських.
Ярусне розташування рослинності чітко виражене:
- до 500 м над рівнем моря — сільськогосподарські угіддя, як правило, луки; серед інших Купальниця європейська, Дев'ятисил безстеблий,
- 500–1000 м над рівнем моря — нижня гірська зона у вигляді ялинових лісів або змішаних смереково- букових лісів,
- 1000–1250 м н.р.м. — верхній пояс — ялинник, у підліску — чорниця та брусниця,
- понад 1250 м н.р.м. — полонини.

Останні зустрічаються практично лише на вершині Снєжніка. Вони мають найбільшу природну цінність. Є численні види рідкісних і охоронюваних рослин і штучно інтродукована гірська сосна. У ущелинах скель можна зустріти єдиний у Польщі мох, що світиться, — вогнівку.
Тваринний світ також рясніє цінними видами: тетерев, глухар, рябчик. До амфібій відносяться саламандра плямиста і тритон альпійський, до плазунів — вуж і гадюка. Гризуни численні: соня лісова, соня, соня, соня, куниця, горностай. Зустрічаються також борсуки та ендемічні види жуків, ос, мух і павукоподібних.
З кінця XIX століття в районі Шрєдняк живуть серни, які прийшли з Чехії. Їхнє стадо єдине в Польщі за межами Татр.

## Рослинність
У масиві Снєжніка є велика кількість рослин, у тому числі рідкісних та охоронюваних, у багатьох різноманітних місцях існування. 
До них належать:
дерева:
- Бук,
- Ялиця,
- Явір,
- Вільха чорна,
- Липа,
- різні види верби,
- Смерека (Ялина),
- Модрина,
- Сосна гірська.

трав'янисті рослини:
- Куничник волохатий,
- Вівсюнець,
- Костриця найвища,
- Осока чорнувата,
- Жеруха трилисткова,
- Скереда великоцвіта,
- Кремена біла,
- Фіалка судецька[2],
- Лілія лісова[2],
- Купина кільчаста,
- Сухоцвіт норвезький,
- вербовниця мокрицова,
- звичайна морквиця,
- Світлячка гірська,
- Молоч альпійський,
- Тоя строката,
- Цар-зілля високе,
- Орлики звичайні,
- Сеслерія татранська,
- Коростянка,
- Місячниця гірська,
- Зеленчук жовтий,
- Дев'ятисил безстеблий,
- Нечуйвітер альпійський,
- Билинець комарниковий,
- Зозулинець чоловічий[2],
- Булатка,
- Неоттія,
- Лістера та інші орхідеї,
- ендеміт, один із підвидів Первоцвіт високий,
- Свистуля татарська,
- Дзвоники бородаті,
- Зубниця дев'ятилистна,
- Зубниця залозиста,
- Підмаренник запашний,
- Пренант пурпурний,
- Ячмінка лісова,
- Безщитник жіночий,
- Букова папороть лісова,
- Щитник широколистий,
- Ребрівка звичайна,
- численні види Мохоподібні.

## Охорона природи
У 1981 році на масиві засновано Снєжніцький ландшафтний парк.
Також тут є заповідні території:
- Природний заповідник Снєжник-Клодзкі,
- Природний заповідник Вільцький водоспад,
- Природний заповідник «Ведмежа печера».

Масив Снєжніка є частиною запланованої спеціальної території збереження середовищ існування (SAC) мережі Natura 2000 — пол. Góry Bialskie та пол. Śnieżnik Group.

## Місцевість
Села, розташовані біля підніжжя масиву, мають розвинену туристичну базу. Це серед іншого:
Болеславув, Домашкув, Ідзікув, Йодлув, Клетно, Краліки, Ґоворув, Мієдзиґоже, Мендзилесе, Нова Морава, Сієнна, Стара Морава, Старе Місто під Снежніком, Старий Ґералтув, Строне Шльонскі, Вільканув.

## Туризм
У 2015 році ґміна Строне Шльонські запустила проект траси для бігових лиж від Бєліце в Бяльських горах до Сієнни на гірському масиві Снєжніка.